# InterPlanetary File System

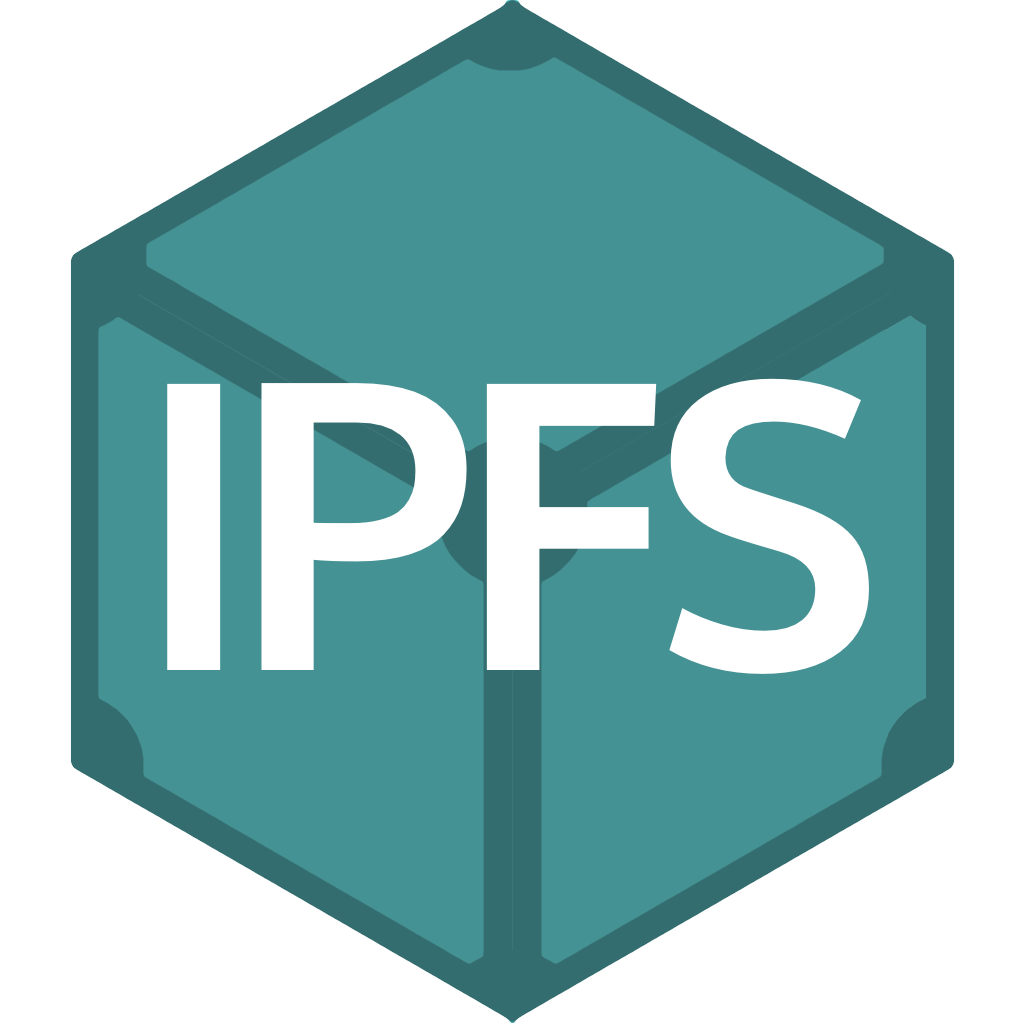
Logo projektu

InterPlanetary File System (IPFS, ang. „międzyplanetarny system plików”) – protokół mający na celu stworzenie trwałej i zdecentralizowanej metody przechowywania i udostępniania plików. IPFS jest adresowany zawartością (w oparciu o kryptograficzne funkcje skrótu) i działa w oparciu o model peer-to-peer. Węzły sieci IPFS tworzą rozproszony system plików.
IPFS jest projektem open-source rozwijanym od 2014 roku przez firmę Protocol Labs z pomocą społeczności. Został zaprojektowany przez Juana Beneta.